# Eupelops longisetosus
Eupelops longisetosus är en kvalsterart som beskrevs av Chakrabarti och Durga Charan Mondal 1981. Eupelops longisetosus ingår i släktet Eupelops och familjen Phenopelopidae. Inga underarter finns listade i Catalogue of Life.